# Alessandro Del Piero
Alessandro Del Piero, född 9 november 1974 i Conegliano i Veneto, är en italiensk före detta professionell fotbollsspelare. Under sin spelarkarriär spelade han oftast som Anfallare eller Trequartista, dock med kapacitet att spela på de flesta offensiva positioner. 
Mest känd är han för tiden i Juventus som han gjorde 513 ligamatcher och 208 ligamål för. Han lämnade Juventus som han tillhört sedan 1993 efter att ha vunnit scudetton 2011/2012 och är den spelare som spelat flest matcher för laget. Han har blivit italiensk mästare och vunnit Champions League och blivit världsmästare med Italien 2006. Alessandro Del Pieros smeknamn är Pinturicchio efter den italienske målaren vilket anspelar på att även han har konstnärliga talanger och gör mästerverk. Namnet fick han av klubbens dåvarande ägare Gianni Agnelli.

## Karriär
Alessandro Del Piero började spela för sin förra klubb Juventus år 1993 efter endast 14 matcher på två år för sin första proffsklubb i serie B-klubben Padova. I anfallet blev han kollega med bland andra Fabrizio Ravanelli, Gianluca Vialli och Roberto Baggio. Alessandro Del Piero köptes inledningsvis för att backa upp Roberto Baggio, som varit spelmotor länge i Juventus men dragits med många skador. Till slut konkurrerade han ut Roberto Baggio som gick till AC Milan.
Alessandro Del Piero spelade i Juventus då laget lyckades nå tre raka Champions League-finaler säsongerna 1996-1998. Han deltog i finalen 1996 mot Ajax då laget vann sin andra Champions League/Europacupen för mästarlag. I finalen år 1997 gjorde han ett klackmål i förlusten mot Dortmund. Även året därpå förlorade Juventus Champions League-finalen, denna gång mot Real Madrid med 1-0.
I oktober 1998 ådrog han sig en allvarlig knäskada som gjorde att han inte kunde spela under nästan sex månader och Juventus blev bara sexa i ligan och missade därför Champions League. År 2003 spelade han sin fjärde Champions League-final, denna gång mot Milan. Finalen avgjordes med straffsparksläggning som Juventus förlorade, trots att Alessandro Del Piero gjorde mål på sin straff. När hans kontrakt med Juventus gick ut sommaren 2012 och Juventus inte ville förlänga bestämde han sig för att gå till australienska proffsklubben Sydney FC. Under hans två år i Australien var han ofta skadedrabbad och till slut lämnade han Sydney och skrev på för den indiska klubben Delhi Dynamos som han hade kontrakt med till i april 2016, men han lämnade klubben 2014 och avslutade sin spelarkarriär 2015.

## Meriter
Alessandro Del Piero är sedan flera år lagkapten och han har hittills spelat 700 matcher för Juventus, vilket är fler än någon annan. Han har vunnit sju ligatitlar, samtliga med Juventus och han är klubbens främsta målskytt genom tiderna med hittills 289 mål.
I UEFA Champions League är han den sjätte bäste målskytten genom tiderna med 43 mål. Han är efter säsongen 2007/2008 på en sjuttonde plats i skytteligan genom tiderna i Serie A med 155 gjorda mål.
- Skyttekung: 
  - Serie A säsongen 2007/2008, 21 mål
  - Serie B Säsongen 2006/2007, 20 mål

- VM i fotboll: 1998, 2002, 2006
  - Världsmästare 2006
  - Kvartsfinal 1998
- EM i fotboll: 1996, 2000, 2004, 2008
  - EM-final 2000

- Uefa Champions League: 1996
- Interkontinentala cupen: 1996
- Italiensk mästare: 1995, 1997, 1998, 2002, 2003, (2005, 2006,[2]) 2012
- Italiensk cupmästare: 1995

## Klubbar
- Sydney FC
- Juventus FC
- Padova